# Malaisemyia manipurensis
Malaisemyia manipurensis là một loài ruồi trong họ Pediciidae. Chúng phân bố ở vùng Indomalaya.